# Lumberton (Texas)
Lumberton é uma cidade localizada no estado norte-americano do Texas, no Condado de Hardin.

## Demografia
Segundo o censo norte-americano de 2000, a sua população era de 8731 habitantes.
Em 2006, foi estimada uma população de 9728, um aumento de 997 (11.4%).

## Geografia
De acordo com o United States Census Bureau tem uma área de
24,4 km², dos quais 24,4 km² cobertos por terra e 0,0 km² cobertos por água.

## Localidades na vizinhança
O diagrama seguinte representa as localidades num raio de 20 km ao redor de Lumberton.